# Route nationale 187
Pour les articles homonymes, voir Route 187.
La route nationale 187, ou RN 187, était une route nationale française reliant le Pont de Neuilly au Petit Clamart.
Le tronçon de Sèvres au Petit Clamart a été doublé par une voie rapide qui a pris le nom de F 18 pour finalement être renommée RN 118.
Pendant quelques années, la RN 187 ne s'est plus dirigée vers Le Petit Clamart mais a remplacé les RN 189 et RN 189A pour rejoindre Paris au Quai d'Issy mais, finalement, ce tronçon longeant la Seine a été déclassé en RD 7 comme les autres quais rive-gauche des Hauts-de-Seine entre Paris et Villeneuve-la-Garenne.

## Ancien tracé du Pont de Neuilly au Petit Clamart
- Pont de Neuilly (rive gauche) D 7
- Puteaux
- Suresnes
- Saint-Cloud D 7
- Sèvres N 118
- Forêt de Meudon
- Meudon-la-Forêt
- Vélizy-Villacoublay
- Le Petit Clamart N 118